# Vozera Lisna
Vozera Lisna (ryska: Озеро Лисно, vitryska: Возера Лісна) är en sjö i Belarus. Den ligger i den norra delen av landet, 250 km norr om huvudstaden Minsk. Vozera Lisna ligger 120 meter över havet. Arean är 15,9 kvadratkilometer. Den sträcker sig 7,9 kilometer i nord-sydlig riktning, och 3,3 kilometer i öst-västlig riktning.